# Clubiona linea
Clubiona linea là một loài nhện trong họ Clubionidae.
Loài này thuộc chi Clubiona. Clubiona linea được miêu tả năm 1996 bởi Xie et al..